# Uttar Baridhara Club
Der Uttar Baridhara Club (bengalisch উত্তর বারিধারা ক্লাব) ist ein professioneller Fußballverein aus Dhaka, Bangladesch. Aktuell spielt der Verein in der zweiten Liga des Landes, der Bangladesh Championship League.

## Stadion
Der Verein trägt seine Heimspiele im Sheikh Fazlul Haque Moni Stadium (bengalisch শেখ ফজলুল হক মনি স্টেডিয়াম) in Gopalganj (bengalisch গোপালগঞ্জ জেলা) aus. Das Stadion hat ein Fassungsvermögen von 5000 Personen.

## Erfolge
- Bangladesh Championship League: 2015/16

## Trainerchronik
Stand: August 2022
| Trainer                  | Nation      | von           | bis          |
| ------------------------ | ----------- | ------------- | ------------ |
| Alfaz Ahmed              | Bangladesch | November 2019 | Oktober 2020 |
| Sheikh Jahidur Rahman    | Bangladesch | Dezember 2020 | Januar 2021  |
| Kamal Ahmed Babu         | Bangladesch | März 2021     | April 2021   |
| Md Mahabub Ali Manik     | Bangladesch | April 2021    | Oktober 2021 |
| Mohammed Ali Azgar Nasir | Bangladesch | Februar 2022  | heute        |